# Municipio de Mantua (Iowa)
El municipio de Mantua (en inglés: Mantua Township) es un municipio ubicado en el condado de Monroe en el estado estadounidense de Iowa. En el año 2010 tenía una población de 533 habitantes y una densidad poblacional de 5,65 personas por km².

## Geografía
El municipio de Mantua se encuentra ubicado en las coordenadas 41°1′51″N 92°41′50″O / 41.03083, -92.69722. Según la Oficina del Censo de los Estados Unidos, el municipio tiene una superficie total de 94.32 km², de la cual 94,32 km² corresponden a tierra firme y (0 %) 0 km² es agua.

## Demografía
Según el censo de 2010, había 533 personas residiendo en el municipio de Mantua. La densidad de población era de 5,65 hab./km². De los 533 habitantes, el municipio de Mantua estaba compuesto por el 99,06 % blancos, el 0,19 % eran afroamericanos, el 0,19 % eran de otras razas y el 0,56 % eran de una mezcla de razas. Del total de la población el 2,25 % eran hispanos o latinos de cualquier raza.